# Лонсестон (аеропорт)
Аеропорт Лонсестон (англ. Launceston Airport), (IATA: LST, ICAO: YMLT) — цивільний регіональний аеропорт міста Лонсестон (Тасманія, Австралія), розташованого в північно-східній частині острова Тасманія. Аеропорт Лонсестон знаходиться приблизно в 15 км на південь від центральної частини міста, в місці під назвою Вестерн Джанкшен (Western Junction), недалеко від річки Саут-Еск.

## Основні відомості і показники
Аеропорт Лонсестон знаходиться на висоті 171 м над рівнем моря. У нього є три злітно-посадочні смуги: 14R/32L з асфальтовим покриттям (довжиною 1981 м і шириною 45 м) і дві смуги з трав'яним покриттям — 14L/32R (довжиною 700 м і шириною 18 м) і 18/36 (довжиною 690 м і шириною 18 м).
Головні австралійські авіакомпанії, що обслуговують аеропорт — Virgin Australia (яка раніше носила назву Virgin Blue), Jetstar і QantasLink (регіональний підрозділ компанії Qantas). Всі вони здійснюють польоти у найпопулярніший пункт призначення — Мельбурн. Інші пункти призначення в континентальній Австралії — Сідней і Брисбен. Регіональна авіакомпанія Sharp Авіакомпанія здійснює рейси в аеропорт острова Фліндерс. Крім цього, є рейси вантажної авіакомпанії Australian air Express (англ.).
За кількістю перевезених пасажирів Аеропорт Лонсестон займає 2-е місце серед аеропортів Тасманії, слідом за Міжнародним аеропортом Хобарта. За цим же показником для всіх аеропортів Австралії Аеропорт Лонсестон у 2009/2010 фінансовому році займав 12-е місце.

## Статистика пасажироперевезень
| Рік       | Пасажирів | Зльотів-посадок |
| --------- | --------- | --------------- |
| 1995/1996 | 588 262   | 12 282          |
| 1996/1997 | 579 130   | 12 082          |
| 1997/1998 | 547 407   | 11 587          |
| 1998/1999 | 534 085   | 11 242          |
| 1999/2000 | 542 091   | 11 749          |
| 2000/2001 | 522 100   | 12 256          |
| 2001/2002 | 533 645   | 8611            |
| 2002/2003 | 574 357   | 7651            |
| 2003/2004 | 671 936   | 8600            |
| 2004/2005 | 825 695   | 11 006          |
| 2005/2006 | 925 637   | 10 513          |
| 2006/2007 | 995 664   | 11 011          |
| 2007/2008 | 1 106 375 | 11 793          |
| 2008/2009 | 1 126 572 | 11 787          |
| 2009/2010 | 1 131 326 | 11 905          |